# Willard Boyle
Willard S. Boyle (19. august 1924 i Amherst, Nova Scotia – 7. maj 2011) var en canadisk fysiker og Nobelprismodtager Han blev tildelt nobelprisen i fysik i 2009 sammen med George E. Smith for opfindelsen af CCD-brikken.. Smith og Boyle delte den ene del af nobelprispengene, mens Charles K. Kao blev tildelt den anden halvdel.

## Hædersbevisninger
Boyle blev i 2010 udnævnt til companion af Order of Canada.